# Aysha garruchos
Aysha garruchos là một loài nhện trong họ Anyphaenidae.
Loài này thuộc chi Aysha. Aysha garruchos được Antonio D. Brescovit miêu tả năm 1992.